# Gaetanus rubellus
Gaetanus rubellus är en kräftdjursart som beskrevs av Markhaseva 1996. Gaetanus rubellus ingår i släktet Gaetanus och familjen Aetideidae. Inga underarter finns listade i Catalogue of Life.